# Jean Pégon
Jean Pégon (* 1590 in Volmat, Langeac, heute Département Haute-Loire, Frankreich; † 15. Oktober 1675 in der Grande Chartreuse, Grenoble, Frankreich) war ein französischer Kartäuser. Zwischen 1649 und 1675 war er Prior der Grande Chartreuse und Generalminister des Kartäuserordens.
Pégon wurde in einer wohlhabenden Bauernfamilie geboren. Am 11. Juni 1612 legte er die Profess in der Kartause Beaune ab. Er wurde Sakristan und 1619 Prokurator. 1629 wurde er Rektor in Troyes und 1630 Prior. 1632 wurde er Prior in Val-Saint-Pierre und 1639 von Dijon. Außerdem war er Visitator der Kartäuserprovinzen Frankreich und Picardie.
1649 wurde er Prior der Grande Chartreuse und Generalminister des Kartäuserordens. In seiner Amtszeit wurde eine Sammlung von Stichen erstellt, die seine Vorgänger als Generalminister zeigt. Kopien dieser Stiche existieren noch heute in mehreren Kartausen.
In seiner Zeit brachen die Visitationen der Kartausen in der Grande Chartreuse durch Kartausen, die in Gebieten der Habsburger lagen, ab, was zu einer praktischen Spaltung des Orden führten.
Er ließ die Grande Chartreuse renovierten, insbesondere die Kapelle Notre Dame de Casalibus. In seiner Amtszeit begann die Ausbeutung der Wälder um die Grande Chartreuse.